# Jorge Guasch
Jorge Alberto Guasch Bazán (17 stycznia 1961) – piłkarz paragwajski występujący podczas kariery na pozycji pomocnika.

## Kariera klubowa
Guasch rozpoczął karierę piłkarską w Guaraní de Davaru Carapeguá w 1975. W 1976 przeszedł do najsłynniejszego paragwajskiego klubu Olimpii Asunción.
W Olimpii występował do końca swej kariery do 1991 i zdobył z nią w tym czasie dziewięciokrotnie mistrzostwo Paragwaju w 1978, 1979, 1980, 1981, 1982, 1983, 1985, 1988 i 1989. Na arenie międzynarodowej zdobył z Olimpią Copa Libertadores 1979 wystąpił w drugim meczu finałowym) oraz Puchar Interkontynentalny. W 1990 po raz drugi zdobył Copa Libertadores, jednak w meczach finałowych z ekwadorską Barceloną nie wystąpił.

## Kariera reprezentacyjna
Guasch występował w reprezentacji Paragwaju w latach 1985-1991.
W 1986 był kadrze na Mistrzostwa Świata. Na turnieju w Meksyku wystąpił we wszystkich czterech meczach z Irakiem, Meksykiem, Belgią i Anglią.
W 1987 uczestniczył w turnieju Copa América Guasch był rezerwowym i nie wystąpił w żadnym meczu. W 1989 po raz drugi wystąpił w Copa AméricaW tuenieju Isasi wystąpił w siedmiu meczach z Peru, Kolumbią, Wenezuelą, Urugwajem, Paragwajem, Brazylii oraz Argentyną.
Ogółem w latach 1985-1991 rozegrał w reprezentacji 47 meczów.